# ژان نگولسکو
ژان نگولسکو (رومانیایی: Jean Negulesco؛ ۲۶ فوریهٔ ۱۹۰۰ – ۱۸ ژوئیهٔ ۱۹۹۳) فیلم‌نامه‌نویس، هنرپیشه، کارگردان و نقاش اهل رومانی بود.

## زندگی
ژان نگولسکو متولد ۲۶ فوریه ۱۹۰۰ در کرایووا، شهرستان دولژ، رومانی است.
در سال ۱۹۲۷ به نیویورک رفت و از اوایل دههٔ ۱۹۳۰ به عنوان دستیار تهیه‌کننده فعالیت سینمایی اش را آغاز کرد. در سال ۱۹۳۲ در فیلم «وداع با اسلحه» ساختهٔ فرانک بورزیگی، کارگردان واحد دوم شد. در سال‌های دههٔ ۱۹۳۰ در زمینهٔ فیلمنامه‌نویسی هم فعالیت می‌کرد.
در دههٔ ۱۹۴۰ فیلم «سه نفر و یک روز» را کارگردانی کرد. در دههٔ ۱۹۶۰ به اروپا رفت و فیلم‌های مشترک زیادی را با همکاری شرکت‌های کوچک اروپایی و هالیوودی ساخت.
در سال ۱۹۶۴ به ایران آمد و یک فیلم مشترک با استودیو مولن روژ را بازیگران و عوامل فنی ایرانی کارگردانی کرد که قهرمانان (فیلم ۱۹۷۰) نام داشت.
نگولسکو در ۱۸ ژوئیه ۱۹۹۳ ماربلا، اندلس، اسپانیا درگذشت.

## فیلم‌شناسی
- زن سنگاپور (۱۹۴۱)
- The Gay Parisian (۱۹۴۱)
- United States Marine Band (۱۹۴۲)
- Cavalcade of Dance (۱۹۴۳)
- زن در جنگ (۱۹۴۳)
- The Mask of Dimitrios (۱۹۴۴)
- The Conspirators (۱۹۴۴)
- سه بیگانه (۱۹۴۶)
- Nobody Lives Forever (۱۹۴۶)
- Humoresque (۱۹۴۶)
- دره عمیق (۱۹۴۷)
- Road House (۱۹۴۸)
- جانی بلیندا (۱۹۴۸)
- The Forbidden Street (۱۹۴۹)
- Under My Skin (۱۹۵۰)
- Three Came Home (۱۹۵۰)
- Take Care of My Little Girl (۱۹۵۱)
- The Mudlark (۱۹۵۱)
- Lydia Bailey (۱۹۵۲)
- Lure of the Wilderness (۱۹۵۲)
- Phone Call from a Stranger (۱۹۵۲)
- Scandal at Scourie (۱۹۵۳)
- تایتانیک (۱۹۵۳)
- چگونه می‌توان با یک میلیونر ازدواج کرد (1953)
- سه سکه در چشمه (۱۹۵۴)
- Woman's World (۱۹۵۴)
- باران های رانچیپور (۱۹۵۵)
- بابا لنگ‌دراز (۱۹۵۵)
- The Dark Wave (۱۹۵۶)
- Boy on a Dolphin (۱۹۵۷)
- نوعی لبخند (۱۹۵۸)
- The Gift of Love (۱۹۵۸)
- Count Your Blessings (۱۹۵۹)
- The Best of Everything (۱۹۵۹)
- جسیکا (۱۹۶۲)
- The Pleasure Seekers (۱۹۶۴)
- سلام-خداحافظ (۱۹۷۰)
- قهرمانان (۱۹۷۰، در ایران ساخته شد.)